# La llama (Usandizaga)
La llama es una ópera con música de José María Usandizaga y libreto en español de María Lejárraga (publicado bajo el nombre de su esposo, Gregorio Martínez Sierra), estrenada el 30 de enero de 1918 (tres años después del fallecimiento del compositor) en el Teatro Victoria Eugenia de San Sebastián.

## Historia
Tras el éxito de Las golondrinas, Usandizaga se embarca en la composición de una nueva obra teatral. El verano de 1915 lo pasa en la localidad navarra de Yanci, donde escribe la obra. El libreto de La llama lo escribe María Lejárraga, esposa de Gregorio Martínez Sierra (autora también del libreto de Las golondrinas), en colaboración con el propio compositor. Con la obra casi concluida, Usandizaga regresa, enfermo, a San Sebastián, donde muere el 5 de octubre de 1915. 
Estaba previsto estrenar la obra en la temporada 1915-1916 del Teatro real de Madrid, pero la muerte del autor frustró el estreno. El hermano del compositor, Ramón Usandizaga, termina de orquestar la obra, y se decide su estreno en la ciudad natal de Usandizaga, San Sebastián, si bien la guerra y problemas económicos retrasan la fecha. La compañía de ópera de Arturo Baratta finalmente se hace cargo del estreno, que tiene lugar el 30 de enero de 1918 en el Teatro Victoria Eugenia, con gran éxito. La obra llega finalmente a Madrid, al Gran Teatro, el 31 de marzo de 1918, con Luis Canalda repitiendo el papel de Adrián y la soprano Ofelia Nieto interpretando a la protagonista Tamar. El 3 de marzo de 1932 la obra llega al Gran Teatro del Liceo de Barcelona. Se representa por última vez en el siglo XX en el Teatro Victoria Eugenia de San Sebastián el 20 de enero de 1953, para después caer en el olvido.
La obra fue recuperada por la Orquesta Sinfónica de Euskadi a partir del 16 de marzo de 2015 con 5 funciones: dos en San Sebastián y una en Bilbao, Vitoria y Pamplona, dirigida por Juan José Ocón, en versión concierto, y se realizó una grabación discográfica.
Las estadísticas de Operabase mencionan una única representación de la obra en el periodo comprendido entre 2004 y 2019, la correspondiente a la función pamplonesa de la gira de la OSE.

## Personajes
| Personaje                                                                                | Voz          | Intérpretes del estreno (dir.: Arturo Baratta) |
| ---------------------------------------------------------------------------------------- | ------------ | ---------------------------------------------- |
| Tamar                                                                                    | soprano      | Fidela Campiña                                 |
| Aisa                                                                                     | mezzosoprano | Beatriz Kosta                                  |
| Lisa                                                                                     | soprano      | Dolores Alcaraz                                |
| Espíritu del Agua                                                                        | soprano      | Dolores Alcaraz                                |
| Adrián                                                                                   | tenor        | Luis Canalda                                   |
| El Sultán                                                                                | barítono     | Josep Jordà Font                               |
| El Oráculo                                                                               | bajo         | Manuel Massia                                  |
| La Muerte                                                                                | bajo         | Josep Martí                                    |
| Narradora                                                                                | contralto    | Mercedes Trigueros                             |
| El Carcelero                                                                             | bajo         | Francisco Puiggener                            |
| Soldadps, mercaderes, cortesanos, visires, odaliscas, venedoras, negros, prusianos, etc. |              |                                                |

## Argumento
Prólogo del acto I
Plaza árabe
Los aldeanos le piden a la narradora que les cuente una historia. Ella cuenta la historia que ve en el humo de las brasas que aviva con incienso: comienza la historia de un príncipe, Adrián enamorado de una joven, Tamar, que vive en las montañas. En guerra con los turcos, un día se retrasa en ir a visitar a su amante, y cuando llega son atacados por sus enemigos. La narradora añade más incienso a la llama y el humo llena la escena. 
Acto I
Decoración de montaña. Casa rústica a un lado
De noche, Tamar espera el regreso de Adrián, que será señalado por una llama. A su llegada, Adrián le cuenta que la causa de su retraso es la guerra contra los turcos que quieren invadir el reino de su padre. La pareja se confiesa su amor. 
Prólogo del acto II
Antro del oráculo
El oráculo conversa con el Espíritu del agua, que le informa de lo que ha de suceder: La pareja ha sido capturada por los turcos y la llama ha prendido en otro corazón, el del Sultán, cuyo amor por Tamar traerá más sufrimiento. 
Acto II
Gran plaza frente al palacio del sultán
Un grupo de esclavas, entre ellas Tamar, esperan en el mercado la llegada del sultán. Lisa, amiga de Tamar, le informa que pronto verá a Adrián. Llega una procesión de prisioneros, y el pueblo alaba al sultán por su victoria. Al ver al sultán, Tamar se arroja a sus pies, baila para él y lo seduce; el sultán la hace llevar a su palacio. La intención de Tamar es poder encontrar allí a Adrián. 
Acto III
Celda en una prisión
En sueños, a Adrián se le aparece la muerte, que ensombrece su ánimo. Asomándose por la ventana, ve entonces el palacio, y a Tamar con el sultán, lo que lo enfurece, ya que piensa que ella le ha traicionado. Aparece entonces Aisa, enamorada de él, y le promete ayudarlo a cambio de su amor. Él le niega su amor, pero accede a escapar para poder así vengarse de Tamar. Aisa le muestra un pasadizo secreto para huir y mata al carcelero. 
Jardín frente al mar
Adrián se encuentra con Tamar y le reprocha su traición. Ella le confiesa su plan de seducir al sultán y ambos se abrazan. Aisa los ve y se da cuenta del amor que hay entre ambos, por lo que apuñala de muerte a Adrián. Salen todos, incluido el sultán, y Aisa dice que el prisionero huido quería raptar a Tamar. Ella entonces maldice al sultán, quien se da cuenta de que sus muestras de amor eran una trampa, por lo que ordena quemarla en la hoguera. Pero ella prefiere arrojarse al mar, mientras Aisa se muestra satisfecha porque ahora Adrián es suyo.

## Discografía
- 2015.  Sabina Puértolas: Tamar; Mikeldi Atxalandabaso: Adrián; Damián del Castillo: el sultán; Miren Urbieta-Vega: narradora; Elena Barbé: Lisa/Espíritu del agua; Fernando Latorre: oráculo; Maite Maruri: Aisa; Xabier Anduaga: carcelero. Orquesta Sinfónica de Euskadi, dir. Juan José Ocón. Deutsche Grammophon.[10]